# 京都府道568号念仏峠線
京都府道568号念仏峠線（きょうとふどう568ごう ねんぶつとうげせん）は、京都府舞鶴市字上福井を起点に一般府道である。

## 概要
舞鶴市字上福井から舞鶴市字下東に至る。
その名の通り念仏峠がこの府道にあり、以前は車の対向が出来ない狭窄で曲がりくねった道路であったが、全面的に改良が施され、現在では、幅広の直進の道路になっており、きついカーブはなくなった。
しかしながら、いまだに土砂崩れなどが起こり、数年に1度は通行止となることがある。

### 路線データ
- 起点：舞鶴市字上福井（念仏峠交差点、国道175号交点）
- 終点：舞鶴市字下東（下東交差点、京都府道571号西神崎上東線交点）

## 地理

### 通過する自治体
- 舞鶴市

### 交差する道路
| 交差する道路                                                | 交差する場所 | 交差する場所        |
| ----------------------------------------------------------- | ------------ | ------------------- |
| 国道175号 国道178号 重複 京都府道567号地頭四所停車場線 重複 | 字上福井     | 念仏峠交差点 / 起点 |
| 京都府道571号西神崎上東線                                   | 字下東（）   | 下東交差点 / 終点   |

### 沿線
- 由良川

### 峠
- 念仏峠（舞鶴市）